# Айше Сенієпервер-султан
Айше́ Сенієперве́р-султа́н (пом. 11 грудня 1828) — шоста дружина османського султана Абдул-Гаміда I, мати султана Мустафи IV, валіде-султан.

## Життєпис
Дата народження Айше Сенієпервер невідома. За походженням імовірно була грузинкою або черкешенкою. До гарему потрапила до кінця 1777 року, де стала шостою дружиною султана Абдул-Гаміда I. 2 серпня 1778 Айше Сенієпервер народила дочку Есму, яка померла в ранньому дитинстві. Рік по тому, у вересні 1779 року, народила майбутнього султана Мустафу IV. Під час короткого правління сина протягом 1807—1808 років обіймала посаду валіде-султан.
Після вбивства сина прожила ще 20 років і померла 11 грудня 1828 року. Похована в мечеті Ейюп Султан.